# Оптужница
Оптужница је писмени акт - захтев, поднесена под предвиђеним условима (обично законским) а од стране овлашћеног тужиоца, којим се започиње кривични поступак. 
Оптужница је акт који редовно садржи податке о оптуженом и дела која му се стављају на терет. Постојање оптужнице се сматра кључним условом за настанак и опстанак кривичног поступка. Одустајањем од већ подигнуте оптужнице кривични поступак се прекида, уз могућност да дође до сукцесије тужилаца (што је различито регулисано од земље до земље) у ком случају оптужница опстаје.
У праву Србије, израз оптужница користи се за оптужни акт којим се започиње кривични поступак за дела за која је по кривичном праву запрећена казна од осам година затвора или тежа. Акт којим се започиње поступак за дела за које је запрећена казна до 8 године затвора или новчана казна назива се оптужни предлог.